# 気生藻
気生藻（きせいそう、英: aerial algae）とは、陸上の岩、樹皮、壁などの表面に付着し、雨、霧や露など大気中の自然現象による水の供給で生育する藻類である。

## 概要
気生藻という概念は20世紀初頭に認識されはじめ、初期の研究としては、1907年にセイロン島で行われたもの、1910年にドイツで採取されて1913年に論文発表されたもの等がある。
気生藻は基本的に単細胞生物や糸状体である。主に原核生物である藍色植物門、真核生物の不等毛植物門、緑藻植物門から構成される。
樹皮、岩、葉、コンクリート、ブロック塀、ガードレール、木材など、あらゆる基質に多様な種が付着している。地衣類と共生する種（スミレモなど）もある。ホフマンは、気生藻を含む陸上に生育する藻類を付着基質ごとに、土壌藻類 (Soil Algae) 、岩生藻類 (Lithophytic Algae) 、洞くつ藻類 (Cave Algae) 、氷雪藻類 (Snow and Ice Algae) 、植物着生藻類 (Epiphytic Algae) 、動物着生藻類 (Epizooic Algae) と区分している。
藻類と陸上植物の中間的な存在であることから、ストレプト藻のクレブソルミディウム藻綱のゲノム配列を解読した結果、強い光に適応する遺伝子や植物ホルモンなど、植物が陸上に進出するための原始的なストレス応答システムの一部を獲得していることがわかっている。気生藻の研究により生物の陸上進出の解明につながる可能性がある。
気生藻と似たものとして、大気中に浮遊する気中藻（airborne algae）がある。これは地域、時間、季節による変動が調べられているが、種レベルでの同定はあまりされておらず、実態は不明である。降雪中の緑藻類に関する報告では、トレボウクシア藻綱がほとんどで、とくにアパトコックスやクレブソルミディウムが出現されたという報告がある。また、気中藻は気生藻を主体とすることが確認されており、この気中藻は3門103属が確認されている。この他、気中藻を含む陸上に生育する藍藻以外の藻類について、水中によく見られる種も含むが、1000種以上がまとめられ記録されている。
分布を広げる手段として、バクテリアや藻類の中には、水蒸気が水に凝縮されて雲の粒子ができる際、核として働く化合物を持っていたり、分泌することが報告されている。気中藻は雲など大気中を漂って移動し、増殖に適した湿った環境に降り立ち広がると考えられる。
人間活動への影響としては、建物の外面に付着して汚染し、藻類が水分を保持することで、壁面のひび割れ・剥離の原因となってしまうことがある。また、水分が多いため、真菌類もともに発育しやすく、健康障害の原因となる。

## 主な構成生物
- シアノバクテリア門（藍藻）
  - ネンジュモ目

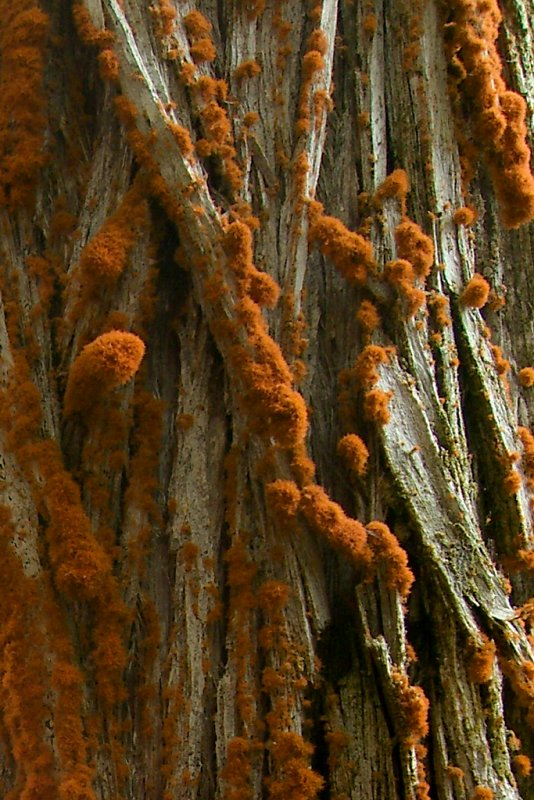
モントレーサイプレス（イトスギの一種）の樹皮に繁茂するスミレモ類。

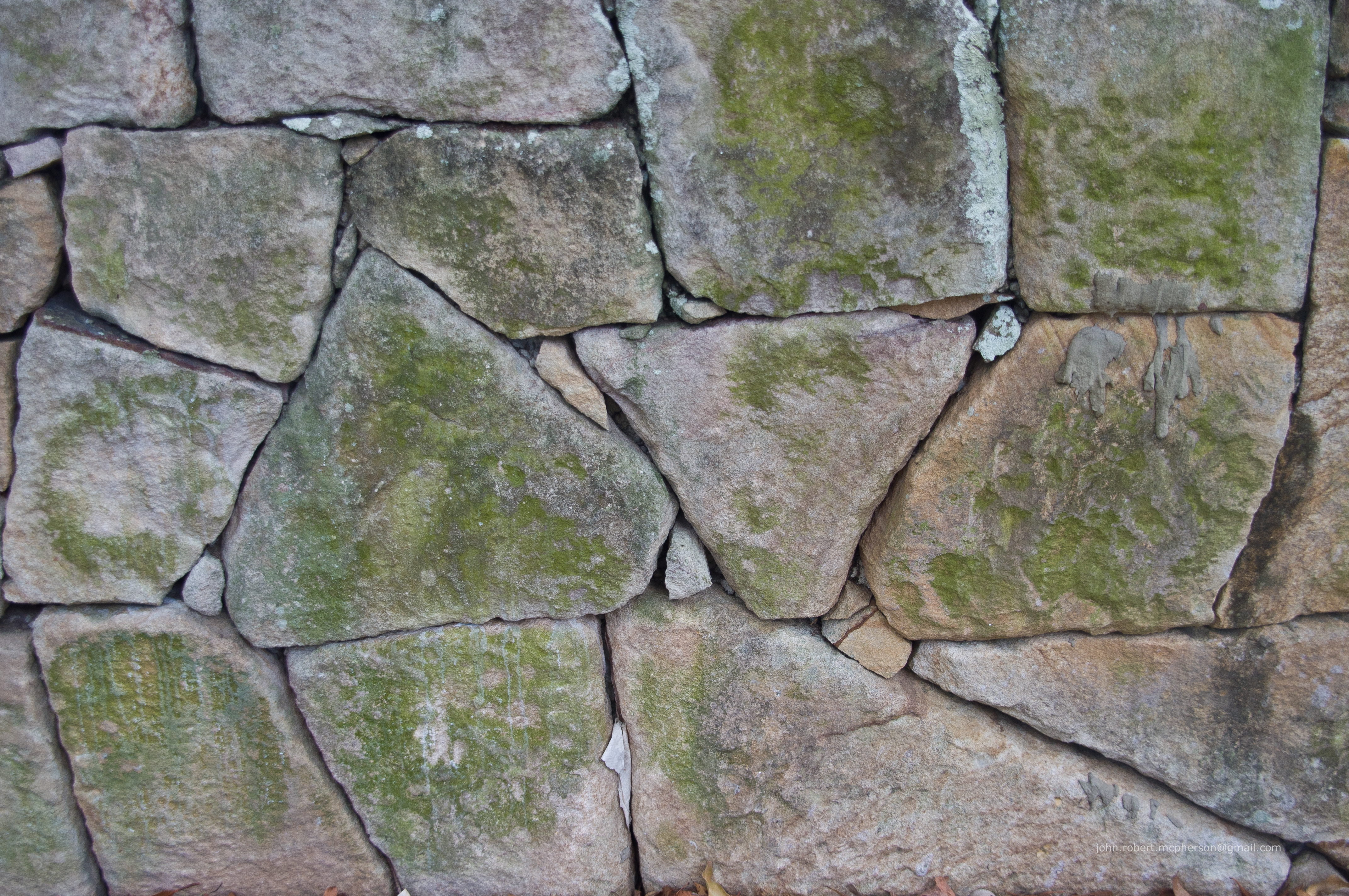
石組表面の緑藻類

    - Hassalia 属  - コンクリート、ブロック塀などに付着。Hassalia hyssoide は、黒褐色で布・膜状の群落を形成[9]。
    - Scytonema 属

- 緑藻 （ストレプト藻を含む）
  - アオサ藻綱
    - スミレモ目
      - Trentepohlia 属 - スギやヒノキの樹皮に、緑・ややオレンジ色でカーペット状の群落を形成[18]。石灰岩などの基質では、オレンジ色の羊毛状になる[18]。

  - クレブソルミディウム藻綱
    - クレブソルミディウム目
      - Klebsormidium flaccidum - コンクリート、ブロック塀などの基質に緑色で布・膜状の群落を形成[9]。

  - トレボウクシア藻綱
    - トレボウクシア目
      - Chloroidium ellipsoideum - ガードレールなどの基質に緑色で粉状の群落を形成[9]。
      - Heterochlorella luteoviridis
      - Heveochlorella hainangensis

  - 緑藻綱
    - クロロサルシナ目
      - Apatococcus lobatus - 木材・金属などの基質に薄い緑色で粉状の群落を形成[9]。